# Kristian Haug
Kristian Haug (26 giugno 1988) è un ex sciatore alpino norvegese.

## Biografia
Attivo in gare FIS dal novembre del 2003, Haug esordì in Coppa Europa il 7 febbraio 2007 a Sarentino in discesa libera (52º). L'anno dopo ai Mondiali juniores di Formigal 2008 vinse la medaglia d'argento nella combinata e quella di bronzo nello slalom speciale; nello stesso anno disputò la sua unica gara in Coppa del Mondo, lo slalom speciale di Kranjska Gora del 9 marzo, senza concluderlo.
Ottenne il miglior piazzamento in Coppa Europa il 24 febbraio 2011 a Sarentino in supercombinata (4º) e si ritirò al termine della stagione 2012-2013; la sua ultima gara fu una discesa libera FIS disputata a Oppdal il 21 marzo, chiusa da Haug al 24º posto. Non prese parte a rassegne olimpiche o iridate.

## Palmarès

### Mondiali juniores
- 2 medaglie:
  - 1 argento (combinata a Formigal 2008)
  - 1 bronzo (slalom speciale a Formigal 2008)

### Coppa Europa
- Miglior piazzamento in classifica generale: 98º nel 2011

### Australia New Zealand Cup
- Miglior piazzamento in classifica generale: 6º nel 2011
- 2 podi:
  - 2 secondi posti

### Campionati norvegesi
- 4 medaglie:
  - 1 oro (discesa libera nel 2011)
  - 1 argento (supergigante nel 2007)
  - 2 bronzi (combinata[senza fonte] nel 2007; discesa libera nel 2008)